# Willy Meyer Pleite
Willy Enrique Meyer Pleite (Madrid, 19 d'agost de 1952) és un polític espanyol, dirigent d'Izquierda Unida i diputat al Parlament Europeu.

## Biografia
Va ingressar en el Partit Comunista d'Espanya el 1970 a la Facultat d'Econòmiques de la Universitat de Madrid. Dirigent estudiantil, va ser detingut diverses vegades, fou empresonat dues vegades, exiliat i processat durant la dictadura.
És membre del Comitè Executiu del PCE i de la direcció federal d'Izquierda Unida (IU). Fins a la XIV Assemblea d'IU-LV-CA va ser coordinador institucional andalús i membre del Consell d'Administració de la Ràdio i Televisió d'Andalusia. Com a expert en temes de seguretat i defensa, va ocupar la secretaria de relacions internacionals d'Izquierda Unida. Actualment, ocupa la secretaria de Política Internacional d'IU.
Durant el període 1987-1991 ha estat regidor a l'Ajuntament de Sanlúcar de Barrameda i diputat en la Diputació de Cadis. Va ser elegit diputat per la província de Cadis a les eleccions generals espanyoles de 1996, sent portaveu de la Comissió d'Interior i de Defensa del Congrés dels Diputats. Va ser membre de la Comissió Mixta Congrés-Senat per a la professionalització de les Forces Armades i membre de l'Assemblea de l'OSCE.
Fou elegit diputat a les eleccions al Parlament Europeu de 2004, formant part del grup d'Esquerra Unida Europea-Esquerra Verda Nòrdica. Va repetir com a cap de llista d'Izquierda Unida en les eleccions al Parlament Europeu de 2009, encapçalant la llista La Izquierda i va aconseguir un escó. Va ocupar el càrrec de Vicepresident de la Comissió de Peticions i de la Delegació de l'Assemblea Euro-Llatinoamericana.
Va ser també cap de llista de L'Esquerra Plural per les eleccions europees de 2014. No obstant això, encara que va obtenir acta d'eurodiputat, no va arribar a prendre'n possessió, i presentà la seva dimissió el 25 de juny, en haver-se fet públic que el fons de pensions per a eurodiputats del que era partícip el gestionava una sicav en Luxemburg. Va explicar que "per coherència amb la seva militància i compromís polític" renunciava a la seva acta d'eurodiputat i a les responsabilitats que ocupava en l'executiva d'IU.